# Luizão (ur. 1975)
Luizão, właśc. Luiz Carlos Bombonato Goulart (ur. 14 listopada 1975 w Rubinei) – brazylijski piłkarz, napastnik. Mistrz świata z roku 2002.
Karierę zaczynał w Guarani FC. Był zawodnikiem szeregu brazylijskich klubów, w tym czterech z São Paulo: SE Palmeiras, Corinthians Paulista, São Paulo FC oraz Santosie FC. Próbował swych sił w Europie, jednak nie sprawdził się ani w Deportivo La Coruña (1997-1998), ani w Herthcie Berlin (2002-2004). Dwukrotnie triumfował w Copa Libertadores (CR Vasco da Gama 1998 i São Paulo 2005).
W reprezentacji Brazylii w latach 1996–2002 rozegrał 16 spotkań i strzelił trzy bramki. Podczas MŚ 2002 nie był graczem podstawowej jedenastki, pojawiał się na boisku w roli rezerwowego. Jest także brązowym medalistą olimpijskim z Atlanty.